# Dictyna sonora
Dictyna sonora là một loài nhện trong họ Dictynidae.
Loài này thuộc chi Dictyna. Dictyna sonora được Willis J. Gertsch & Michael Davis miêu tả năm 1942.